# فرانک لاپیدوس
فرانک جی. لاپیدوس (به انگلیسی: Frank J. Lapidus) نام یکی از شخصیت‌های داستانی مجموعه تلویزیونی گمشدگان محصول کانال ای بی سی آمریکا است. نقش این شخصیت را جف فاهی بازی کرده‌است. او در دومین قسمت فصل چهارم به عنوان خلبانی که استخدام شده بود تا به محل حادثه سقوط اوشنیک ۸۱۵ برود، معرفی شد.